# Зигзаг
Зигза́г (фр. zigzag) — ломаная линия, звенья которой попеременно направлены то в одну, то в другую сторону. Этимология неясна, появление термина зафиксировано в конце XVIII века в литературе на французском языке.
Зигзаг относится к типу геометрического орнамента. Иногда зигзаг соотносят с меандром или даже считают его разновидностью. В памятниках неолита, архаической керамики Тиринфа, Крита и Микен, на дипилонских амфорах VIII в. до н. э., в древнем искусстве Китая зигзаги были связаны с культом воды, молнии и грома. Орнаментальный мотив в виде повторяющихся зигзагов в искусстве Китая считается изображением молний (лэй вэнь — узоры грома). Это символ благодатного дождя и пожелания хорошего урожая. Им украшали бытовые и культовые сосуды и священную одежду. Зигзаг и зигзагообразная стрела: Керавноболия (греч. Κεραυνοβολία, от keraunos — гром и boleo — кидать, метать) — громовой удар, сверкание молнии — символы громовержца Зевса. Близкий мотив — перун. Зигзаг является элементом рунических знаков.

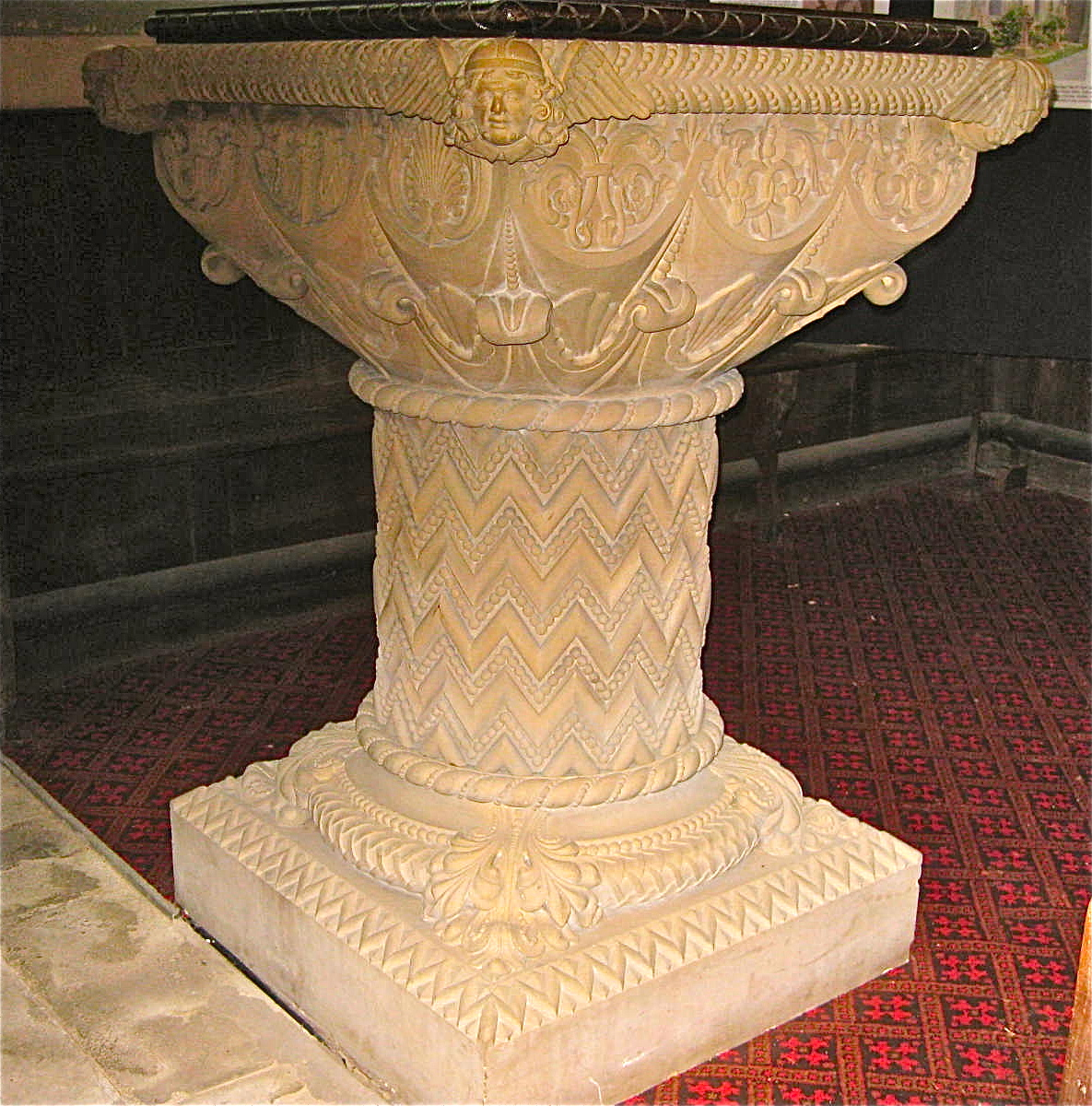
Пьедестал чаши украшен шевроном

Схожий мотив западноевропейского орнамента в виде ленты, согнутой под острым углом (напоминает V-образную гербовую фигуру «стропило»), именуется шевроном (от фр. chevron, буквально: стропило). Название возникло по сходству с ко́злами для пилки дров либо с рогами козла или косули. В древнем искусстве Юго-Восточной Азии — символ огня.
В западноевропейском искусстве мотив шевронов, как и схожий с ним ламбрекен, связан с технологией ткачества и вышивки. В средневековой архитектуре мотив шеврона встречается в памятниках зодчества романской эпохи.
Некоторые швейные машины производят зигзагообразные швы. Форму зигзага имеет лезвие пилы. Зигзагообразными элементами отмечены некоторые государственные эмблемы и флаги Катара и Бахрейна.